# Curzio Inghirami

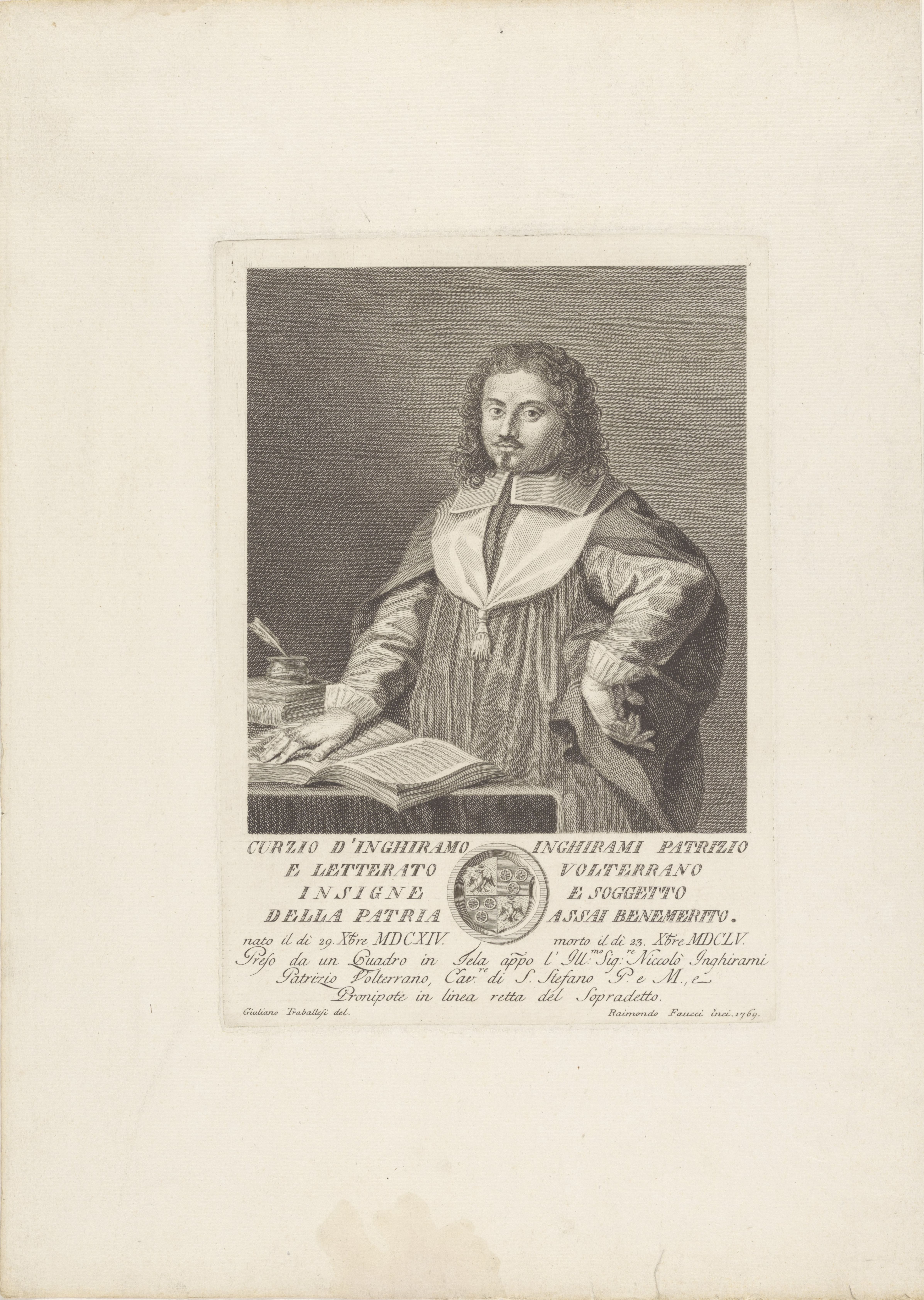
Curzio Inghirami.

Curzio Inghirami, född 29 december 1614 i Volterra, död 23 december 1655 i Volterra, var en italiensk arkeolog.
Inghirami tillhörde en toskansk patricisk släkt från Volterra, vilken genom flera medlemmar gjort sig ett namn på den vetenskapliga forskningens område. Han lyckades genom sin skrift Etruscarum antiquitatum fragmenta, quibus urbis Romce aliarumque gentium primordia, mores et res gestae indicantur (1637) att väcka stort uppseende i den lärda världen, tills skriften efter en livlig polemik uppvisades vara 
endast ett djärvt falsarium.